# Pavel Mertlík
Pavel Mertlík (* 7. května 1961 Havlíčkův Brod) je český ekonom, politik a vysokoškolský pedagog, bývalý ministr financí v letech 1999–2001 za vlády Miloše Zemana. V této vládě zastával také funkci místopředsedy (1998–2001). Po svém odchodu z vlády v roce 2001 působil do roku 2012 jako hlavní ekonom v bance Raiffeisenbank. Vyučuje na Institutu ekonomických studií na Fakultě sociálních věd Univerzity Karlovy, kde se roku 1998 habilitoval. V letech 2004–2006 byl prezidentem České společnosti ekonomické. Od roku 2015 je rektorem Škoda Auto Vysoké školy.

## Životopis
Vystudoval Národohospodářskou fakultu Vysoké školy ekonomické v Praze. Po dokončení studií v roce 1983 působil na této fakultě jako asistent. Od roku 1989 do roku 1991 pracoval v Ústavu prognózování a poté do roku 1995 jako asistent na Fakultě sociálních věd Univerzity Karlovy. V letech 1995–1998 pracoval v Institutu ekonomie České národní banky. Po odchodu z Raiffeisenbank v roce 2012 byl do ledna 2015 rektorem a členem představenstva Bankovního institutu vysoké školy. Od února 2015 je rektorem Škoda Auto Vysoké školy.
V osmdesátých letech byl Pavel Mertlík členem Komunistické strany Československa. V roce 1990 spoluzaložil politickou stranu Nezávislá levice, po jejím brzkém zániku vstoupil do České strany sociálně demokratické. Byl členem ČSSD v městské části Praha 4.
V letech 2002–2006 byl členem týmu poradců ministra financí Bohuslava Sobotky a místopředsedů vlády Martina Jahna a Jiřího Havla. Od března 2014 působil v týmu poradců premiéra Bohuslava Sobotky jako poradce pro oblast průmyslu, financí, dopravy a obchodu. Na začátku května 2014 se stal kandidátem ČSSD na post evropského komisaře.
V roce 2018 z ČSSD vystoupil. Vadilo mu, že podle jeho slov začala ve straně převažovat nacionálně sociální ideologie, kterou spojuje hlavně s Jiřím Zimolou a Jaroslavem Foldynou.

## Rodina
Je synem překladatele a spisovatele Rudolfa Mertlíka.